# Thelypteris oroniensis
Thelypteris oroniensis är en kärrbräkenväxtart som beskrevs av L.D. Gómez. Thelypteris oroniensis ingår i släktet Thelypteris och familjen Thelypteridaceae. Inga underarter finns listade.